# Edward Donnall Thomas
Edward Donnall Thomas (Mart, EUA 1920 - Seattle EUA 2012) fou un metge nord-americà guardonat amb el Premi Nobel de Medicina o Fisiologia l'any 1990.

## Biografia
Va néixer el 15 de març de 1920 a la ciutat de Mart, població situada a l'estat nord-americà de Texas. Va estudiar medicina a la Universitat d'Austin, on es graduà el 1941, i realitzà el doctorat a la Universitat Harvard el 1946. Aquell mateix any entrà a treballar a l'Hospital Peter Bent Brigham de Boston, depdendent de la mateixa universitat, esdevenint posteriorment membre de la Universitat de Colúmbia i Washington, de la qual és professor emèrit.
Va morir a Seattle, Whashington, el 20 d'octubre de 2012.

## Recerca científica
S'interessà de ben jove en els problemes dels trasplantaments, especialment en el trasplantament, en els casos de leucèmia, de la medul·la òssia, un òrgan vital per la seva font de cèl·lules de defensa immunitària. Les seves observacions li permeteren veure que al problema del seu rebuig se suma l'agressió del teixit empeltat contra el propi hoste. El 1956 aconseguí reemplaçar la medul·la d'un pacient per la del seu propi germà bessó. Posteriorment va investigar les condicions del rebuig i, assajant amb fàrmacs immunosupressors, va descobrir l'eficàcia del metotrexat, i el 1970 aconseguí l'èxit del trasplantament entre dos pacients no relacionats entre si.
L'any 1990 fou guardonat amb el Premi Nobel de Medicina o Fisiologia pels seus descobriments referents al trasplantament d'òrgans i de la cèl·lula en el tractament de les malalties humanes, premi que compartí amb Joseph Edward Murray pels seus treballs independents sobre la mateixa matèria.